# Monotony Fields
| Críticas profissionais | Críticas profissionais |
| Avaliações da crítica  | Avaliações da crítica  |
| Fonte                  | Avaliação              |
| ---------------------- | ---------------------- |
| Against Magazine       | [ 1 ]                  |
| Metal.de               | [ 2 ]                  |
| Stormbringer.at        | [ 3 ]                  |

Monotony Fields é o quarto álbum de estúdio da banda finlandesa de funeral doom metal Shape of Despair, lançado em 15 de junho de 2015 pela Season of Mist no formato de CD digipak e LP. É o primeiro álbum tendo Henri Koivula nos vocais principais. A canção "Written in My Scars", originalmente lançada no EP Written in My Scars (2010), foi regravada para esse álbum.

## Estilo musical
O álbum segue com o funeral doom atmosférico que a banda está tocando desde seu primeiro álbum Shades of.... Ele é descrito como "melancólico e atmosférico", com "linhas de guitarra sombrias" e "trágicos ambientes de teclado". Os guturais são "magistralmente emitidos", os vocais femininos são "gélidos" e "angelicais".

## Faixas
Todas as letras escritas por Henri Koivula, exceto "Written in My Scars" (por Pasi Koskinen); todas as músicas compostas por Jarno Salomaa e Tomi Ullgren.
| N.º | Título                      | Duração |  |
| 1.  | "Reaching the Innermost"    | 10:32   |  |
| 2.  | "Monotony Fields"           | 10:40   |  |
| 3.  | "Descending Inner Night"    | 10:04   |  |
| 4.  | "The Distant Dream of Life" | 5:52    |  |
| 5.  | "Withdrawn"                 | 9:58    |  |
| 6.  | "In Longing"                | 7:38    |  |
| 7.  | "The Blank Journey"         | 11:50   |  |
| 8.  | "Written in My Scars"       | 7:51    |  |